# Andrea Bernardi
Andrea Bernardi, detto Novacula (San Giovanni in Persiceto, 1450 – Forlì, 1522), è stato uno storico e cronista italiano, il più importante cronista delle storie forlivesi e la fonte più rilevante di informazioni della Forlì del XV e inizio XVI secolo.

## Biografia
Nato in una famiglia bolognese di modesta condizione, era figlio di Pietro Bernardi, originario di San Giovanni in Persiceto.

Nel 1470 si stabilì a Forlì facendo il barbiere, da cui il soprannome Novacula (dal latino, rasoio).

Non ebbe figli dal matrimonio con Caterina Vargoli, ma adottò come tali le sue tre nipoti, figlie del defunto fratello Giorgio.

Pochi anni dopo il suo arrivo a Forlì iniziò a redigere una cronaca dei fatti accaduti in città dal 1476 al 1517, che gli valse il favore delle autorità.

Fu nominato membro del collegio dei fiduciari e nel 1500 ottenne la cittadinanza forlivese.
Cesare Borgia lo esentò dal pagamento delle tasse, privilegio confermato poi dal Legato pontificio quando la città tornò allo Stato Pontificio. I magistrati cittadini lo acclamarono ufficialmente come "poeta e storico immortale", atto che venne ratificato dal podestà; Papa Giulio II lodò la sua opera e nel 1516 il cardinale Achille Grassi lo nominò cavaliere.

Morì nel 1522 all'età di 72 anni, e fu sepolto nella Cattedrale di Santa Croce a Forlì.